# Hemictenius drescheri
Hemictenius drescheri är en skalbaggsart som beskrevs av Edmund Reitter 1906. Hemictenius drescheri ingår i släktet Hemictenius och familjen Melolonthidae. Inga underarter finns listade i Catalogue of Life.